# Geodena candida
Geodena candida är en fjärilsart som beskrevs av Robert H. Carcasson 1965. Geodena candida ingår i släktet Geodena och familjen mätare. Inga underarter finns listade i Catalogue of Life.